# 俄罗斯生态党“绿党”
俄罗斯生态党“绿党”（羅馬化：Rossiiskaya ekologicheskaya partiya "Zelyonyye"）是俄罗斯的一个绿色政党。它于1992年以建设性生态党之名成立。2002年，该党改名为俄罗斯生态党“绿党”。
2007年俄罗斯地方选举中，绿党在萨马拉州获得了7.58%的选票，并因此在萨马拉地方杜马获得了席位。
2007年俄罗斯国家杜马选举前，俄罗斯中央选举委员会决定俄罗斯生态党“绿党”无法参选，因为他们的支持者名单中有大量伪造的签名（17%，超过允许的5%）。
2008年党的十五大决定将党变成社会运动——俄罗斯生态运动“绿色”。会上建议该党的所有成员和支持者加入公正俄罗斯。
2012年，成员们召开会议，决定注册成为一个政党。该决定成功进行，该党自行登记。

## 选举
- 1993年俄罗斯国家杜马选举（英语：Russian legislative election, 1993）: 406,789票(0.76%)
- 1995年俄罗斯国家杜马选举（英语：Russian legislative election, 1995）: 962,195票(1.39%)
- 2003年俄罗斯国家杜马选举（英语：Russian legislative election, 2003）: 253,985票(0.42%)
- 2016年俄罗斯国家杜马选举: 399,429票(0.76%)
- 2021年俄羅斯國家杜馬選舉：512,420票(0.91%)

绿党宣布将不会参与2018年俄罗斯总统选举，并在选举中支持时任总统弗拉基米尔·弗拉基米罗维奇·普京。

### 总统选举
| 选举年 | 参选人                                       | 首轮 | 首轮   | 次轮 | 次轮   |
| 选举年 | 参选人                                       | 得票 | 得票率 | 得票 | 得票率 |
| ------ | -------------------------------------------- | ---- | ------ | ---- | ------ |
| 2018   | 无参选人，赞同弗拉基米尔·弗拉基米罗维奇·普京 | N/A  | N/A    | N/A  | N/A    |